# Gran Premio motociclistico di Francia 2012
Il Gran Premio motociclistico di Francia 2012, corso il 20 maggio, è il quarto Gran Premio della stagione 2012. La gara si è disputata a Le Mans, sul circuito Bugatti, e ha visto vincere: Jorge Lorenzo in MotoGP, Thomas Lüthi in Moto2 e Louis Rossi in Moto3; per quest'ultimo si tratta della prima vittoria in carriera nel motomondiale.
In questa occasione viene anche tagliato il traguardo del Gran Premio nº 800 dalla prima prova, il Tourist Trophy 1949, che dette inizio alla storia del motomondiale.

## MotoGP
Colin Edwards, infortunato, viene sostituito da Chris Vermeulen.

### Arrivati al traguardo
| Pos. | Nº | Pilota           | Squadra                   | Motocicletta       | Giri | Tempo     | Griglia | Punti |
| ---- | -- | ---------------- | ------------------------- | ------------------ | ---- | --------- | ------- | ----- |
| 1º   | 99 | Jorge Lorenzo    | Yamaha Factory Racing     | Yamaha YZR-M1      | 28   | 49:39.743 | 4       | 25    |
| 2º   | 46 | Valentino Rossi  | Ducati Team               | Ducati Desmosedici | 28   | +9.905    | 7       | 20    |
| 3º   | 1  | Casey Stoner     | Repsol Honda              | Honda RC213V       | 28   | +11.298   | 2       | 16    |
| 4º   | 26 | Daniel Pedrosa   | Repsol Honda              | Honda RC213V       | 28   | +29.361   | 1       | 13    |
| 5º   | 6  | Stefan Bradl     | LCR Honda                 | Honda RC213V       | 28   | +32.477   | 13      | 11    |
| 6º   | 69 | Nicky Hayden     | Ducati Team               | Ducati Desmosedici | 28   | +32.842   | 11      | 10    |
| 7º   | 4  | Andrea Dovizioso | Monster Yamaha Tech 3     | Yamaha YZR-M1      | 28   | +59.759   | 3       | 9     |
| 8º   | 35 | Cal Crutchlow    | Monster Yamaha Tech 3     | Yamaha YZR-M1      | 28   | +1:05.152 | 5       | 8     |
| 9º   | 8  | Héctor Barberá   | Pramac Racing             | Ducati Desmosedici | 28   | +1:07.846 | 9       | 7     |
| 10º  | 19 | Álvaro Bautista  | San Carlo Honda Gresini   | Honda RC213V       | 28   | +1:13.193 | 8       | 6     |
| 11º  | 77 | James Ellison    | Paul Bird Motorsport      | ART                | 28   | +1:26.663 | 16      | 5     |
| 12º  | 54 | Mattia Pasini    | Speed Master              | ART                | 28   | +1:27.633 | 20      | 4     |
| 13º  | 41 | Aleix Espargaró  | Power Electronics Aspar   | ART                | 27   | +1 giro   | 17      | 3     |
| 14º  | 51 | Michele Pirro    | San Carlo Honda Gresini   | FTR                | 27   | +1 giro   | 14      | 2     |
| 15º  | 68 | Yonny Hernández  | Avintia Blusens           | BQR                | 27   | +1 giro   | 15      | 1     |
| 16º  | 11 | Ben Spies        | Yamaha Factory Racing     | Yamaha YZR-M1      | 27   | +1 giro   | 6       |       |
| 17º  | 7  | Chris Vermeulen  | NGM Mobile Forward Racing | Suter              | 26   | +2 giri   | 21      |       |
| 18º  | 22 | Iván Silva       | Avintia Blusens           | BQR                | 26   | +2 giri   | 19      |       |

### Ritirati
| Nº | Pilota          | Squadra                 | Motocicletta       | Giri | Griglia |
| -- | --------------- | ----------------------- | ------------------ | ---- | ------- |
| 9  | Danilo Petrucci | Came IodaRacing Project | Ioda               | 24   | 18      |
| 14 | Randy de Puniet | Power Electronics Aspar | ART                | 22   | 12      |
| 17 | Karel Abraham   | Cardion AB Motoracing   | Ducati Desmosedici | 11   | 10      |

## Moto2
Il 31 ottobre 2012 viene dato annuncio dalla Federazione Motociclistica Internazionale che, a seguito di un controllo antidoping effettuato il 20 maggio dopo questo Gran Premio, Anthony West viene trovato positivo alla metilexaneamina, pertanto viene squalificato e gli viene tolto il settimo posto ottenuto in questa gara.

### Arrivati al traguardo
| Pos. | Nº | Pilota              | Squadra                   | Motocicletta       | Giri | Tempo     | Griglia | Punti |
| ---- | -- | ------------------- | ------------------------- | ------------------ | ---- | --------- | ------- | ----- |
| 1º   | 12 | Thomas Lüthi        | Interwetten-Paddock       | Suter MMX          | 26   | 50:02.816 | 2       | 25    |
| 2º   | 71 | Claudio Corti       | Italtrans Racing          | Kalex              | 26   | +6.354    | 9       | 20    |
| 3º   | 45 | Scott Redding       | Marc VDS Racing           | Kalex              | 26   | +12.162   | 4       | 16    |
| 4º   | 29 | Andrea Iannone      | Speed Master              | Speed Up           | 26   | +16.338   | 5       | 13    |
| 5º   | 36 | Mika Kallio         | Marc VDS Racing           | Kalex              | 26   | +19.278   | 6       | 11    |
| 6º   | 40 | Pol Espargaró       | Tuenti Movil HP 40        | Kalex              | 26   | +20.874   | 3       | 10    |
| 7º   | 76 | Max Neukirchner     | Kiefer Racing             | Kalex              | 26   | +28.117   | 26      | 9     |
| 8º   | 14 | Ratthapark Wilairot | Thai Honda PTT Gresini    | Suter MMX          | 26   | +38.317   | 28      | 8     |
| 9º   | 38 | Bradley Smith       | Tech 3 Racing             | Tech 3 Mistral 610 | 26   | +40.940   | 19      | 7     |
| 10º  | 80 | Esteve Rabat        | Tuenti Movil HP 40        | Kalex              | 26   | +44.077   | 18      | 6     |
| 11º  | 24 | Toni Elías          | Mapfre Aspar              | Suter MMX          | 26   | +59.583   | 10      | 5     |
| 12º  | 60 | Julián Simón        | Blusens Avintia           | Suter MMX          | 26   | +1:01.785 | 11      | 4     |
| 13º  | 18 | Nicolás Terol       | Mapfre Aspar              | Suter MMX          | 26   | +1:03.430 | 17      | 3     |
| 14º  | 77 | Dominique Aegerter  | Technomag-CIP             | Suter MMX          | 26   | +1:10.341 | 12      | 2     |
| 15º  | 44 | Roberto Rolfo       | Technomag-CIP             | Suter MMX          | 26   | +1:22.145 | 21      | 1     |
| 16º  | 49 | Axel Pons           | Tuenti Movil HP 40        | Kalex              | 26   | +1:46.994 | 16      |       |
| 17º  | 72 | Yūki Takahashi      | NGM Mobile Forward Racing | Suter MMX          | 25   | +1 giro   | 20      |       |
| 18º  | 10 | Marco Colandrea     | SAG Team                  | FTR                | 25   | +1 giro   | 31      |       |

### Ritirati
| Nº | Pilota             | Squadra                   | Motocicletta | Giri | Griglia |
| -- | ------------------ | ------------------------- | ------------ | ---- | ------- |
| 5  | Johann Zarco       | JIR Moto2                 | MotoBi       | 21   | 8       |
| 82 | Elena Rosell       | QMMF Racing               | Moriwaki     | 18   | 30      |
| 30 | Takaaki Nakagami   | Italtrans Racing          | Kalex        | 17   | 24      |
| 63 | Mike Di Meglio     | S/Master Speed Up         | Speed Up     | 16   | 22      |
| 88 | Ricard Cardús      | Arguiñano Racing          | AJR          | 13   | 15      |
| 93 | Marc Márquez       | Catalunya Caixa Repsol    | Suter MMX    | 11   | 1       |
| 8  | Gino Rea           | Federal Oil Gresini       | Suter MMX    | 7    | 23      |
| 7  | Alexander Lundh    | MZ Racing                 | MZ-RE Honda  | 7    | 25      |
| 15 | Alex De Angelis    | NGM Mobile Forward Racing | Suter MMX    | 3    | 7       |
| 47 | Ángel Rodríguez    | Desguaces La Torre SAG    | Bimota HB4   | 2    | 29      |
| 3  | Simone Corsi       | Came IodaRacing Project   | FTR          | 2    | 14      |
| 4  | Randy Krummenacher | GP Team Switzerland       | Kalex        | 1    | 13      |

### Squalificato
| Nº | Pilota       | Squadra     | Motocicletta | Giri | Tempo   | Griglia |
| -- | ------------ | ----------- | ------------ | ---- | ------- | ------- |
| 95 | Anthony West | QMMF Racing | Moriwaki     | 26   | +21.705 | 27      |

### Non partito
| Nº | Pilota        | Squadra       | Motocicletta       |
| -- | ------------- | ------------- | ------------------ |
| 19 | Xavier Siméon | Tech 3 Racing | Tech 3 Mistral 610 |

## Moto3
In questa classe corre Kevin Hanus su Honda grazie ad una wildcard.

### Arrivati al traguardo
| Pos. | Nº | Pilota             | Squadra                 | Motocicletta     | Giri | Tempo     | Griglia | Punti |
| ---- | -- | ------------------ | ----------------------- | ---------------- | ---- | --------- | ------- | ----- |
| 1º   | 96 | Louis Rossi        | Racing Team Germany     | FTR M3 Honda     | 24   | 49:12.390 | 15      | 25    |
| 2º   | 23 | Alberto Moncayo    | Bankia Aspar            | Kalex KTM        | 24   | +27.348   | 7       | 20    |
| 3º   | 42 | Álex Rins          | Estrella Galicia 0,0    | Suter MMX3 Honda | 24   | +28.899   | 26      | 16    |
| 4º   | 27 | Niccolò Antonelli  | San Carlo Gresini       | FTR M3 Honda     | 24   | +33.195   | 27      | 13    |
| 5º   | 61 | Arthur Sissis      | Red Bull KTM Ajo        | KTM RC 250 GP    | 24   | +36.989   | 14      | 11    |
| 6º   | 11 | Sandro Cortese     | Red Bull KTM Ajo        | KTM RC 250 GP    | 24   | +45.312   | 6       | 10    |
| 7º   | 53 | Jasper Iwema       | Moto FGR                | FGR Honda        | 24   | +58.645   | 25      | 9     |
| 8º   | 89 | Alan Techer        | Technomag-CIP-TSR       | TSR Honda        | 24   | +1:05.022 | 18      | 8     |
| 9º   | 21 | Iván Moreno        | Andalucia JHK Laglisse  | FTR M3 Honda     | 24   | +1:09.194 | 29      | 7     |
| 10º  | 30 | Giulian Pedone     | Ambrogio Next Racing    | Suter MMX3 Honda | 24   | +1:45.751 | 19      | 6     |
| 11º  | 94 | Jonas Folger       | IodaRacing Project      | Ioda             | 23   | +1 giro   | 11      | 5     |
| 12º  | 77 | Marcel Schrötter   | Mahindra Racing         | Mahindra MGP3O   | 23   | +1 giro   | 32      | 4     |
| 13º  | 86 | Kevin Hanus        | Thomas Sabo GP          | Honda NSF250R    | 23   | +1 giro   | 30      | 3     |
| 14º  | 19 | Alessandro Tonucci | Team Italia FMI         | FTR M3 Honda     | 22   | +2 giri   | 23      | 2     |
| 15º  | 31 | Niklas Ajo         | TT Motion Events Racing | KTM RC 250 GP    | 20   | +4 giri   | 13      | 1     |

### Ritirati
| Nº | Pilota              | Squadra                   | Motocicletta     | Giri | Griglia |
| -- | ------------------- | ------------------------- | ---------------- | ---- | ------- |
| 63 | Zulfahmi Khairuddin | AirAsia-Sic-Ajo           | KTM RC 250 GP    | 17   | 10      |
| 25 | Maverick Viñales    | Blusens Avintia           | FTR M3 Honda     | 16   | 1       |
| 44 | Miguel Oliveira     | Estrella Galicia 0,0      | Suter MMX3 Honda | 15   | 3       |
| 39 | Luis Salom          | RW Racing GP              | Kalex KTM        | 13   | 9       |
| 55 | Héctor Faubel       | Bankia Aspar              | Kalex KTM        | 12   | 8       |
| 84 | Jakub Kornfeil      | Redox-Ongetta-Centro Seta | FTR M3 Honda     | 12   | 4       |
| 32 | Isaac Viñales       | Ongetta-Centro Seta       | FTR M3 Honda     | 12   | 20      |
| 26 | Adrián Martín       | JHK T-Shirt Laglisse      | FTR M3 Honda     | 8    | 12      |
| 8  | Jack Miller         | Caretta Technology        | Honda NSF250R    | 8    | 22      |
| 15 | Simone Grotzkyj     | Ambrogio Next Racing      | Suter MMX3 Honda | 7    | 24      |
| 99 | Danny Webb          | Mahindra Racing           | Mahindra MGP3O   | 7    | 31      |
| 52 | Danny Kent          | Red Bull KTM Ajo          | KTM RC 250 GP    | 5    | 17      |
| 5  | Romano Fenati       | Team Italia FMI           | FTR M3 Honda     | 2    | 21      |
| 10 | Alexis Masbou       | Caretta Technology        | Honda NSF250R    | 1    | 5       |
| 51 | Kenta Fujii         | Technomag-CIP-TSR         | TSR Honda        | 1    | 28      |
| 41 | Brad Binder         | RW Racing GP              | Kalex KTM        | 0    | 16      |
| 3  | Luigi Morciano      | Ioda Team Italia          | Ioda             | 0    | 33      |

### Non partiti
| Nº | Pilota            | Squadra                | Motocicletta  | Griglia |
| -- | ----------------- | ---------------------- | ------------- | ------- |
| 7  | Efrén Vázquez     | JHK T-Shirt Laglisse   | FTR M3 Honda  | 2       |
| 9  | Toni Finsterbusch | Cresto Guide MZ Racing | Honda NSF250R | 30      |